# Auchtertool (Whiskybrennerei)
Auchtertool war eine Whiskybrennerei in Auchtertool, Fife, Schottland.
Die Brennerei ging aus einer Bierbrauerei hervor, die bereits 1650 gegründet wurde. Trotz des guten Rufs ihres Bieres wurde sie jedoch 1845 zu einer Whiskybrennerei umgebaut. Im Laufe ihrer Geschichte wechselte die Brennerei mehrfach den Besitzer und war in zwei Fällen bankrott. 1923 kam sie zur Distillers Company Ltd. (DCL), die sie 1927 stilllegten. Die angeschlossene Mälzerei wurde noch bis Anfang der 1970er Jahre betrieben, dann jedoch auch geschlossen. Bis auf ein einstöckiges Gebäude an der Main Street wurden die Brennerei 1985 abgerissen. Das Gelände ist heute mit Wohnhäusern bebaut.
Alfred Barnard bereiste die Brennerei Mitte der 1880er Jahre, sodass mit seinen Aufzeichnungen eine detaillierte Beschreibung der Destillerie vorliegt. Zu dieser Zeit wurde der Whisky mit Hilfe je einer Grobbrandblase (Wash Still) und Feinbrandblase (Spirit Still), deren Volumina 2500 beziehungsweise 1360 Gallonen betrugen, gebrannt. Es wurden jährlich etwa 86.000 Gallonen Malt Whisky produziert, welche nach Schottland und England verkauft wurden.

## Weiterführende Informationen
- Eintrag zu Auchtertool in Canmore, der Datenbank von Historic Environment Scotland (englisch)
- D. Daiches: Scotch whisky, Macmillan, 1970.